# 中连川乡
中连川乡，是中华人民共和国甘肃省兰州市榆中县下辖的一个乡镇级行政单位。

## 行政区划
中连川乡下辖以下地区：
高窑沟村、大湾村、撒拉沟村、中连川村、野韭川村、鞑靼窑村、中庄窠村、刘家岘村、陡泉湾村、垲坪村、黄蒿湾村和高家渠村。